# Donato Toma
Donato Toma (n. 4 decembrie 1957, Napoli, Italia) este un politician italian.